# 天表春命與天下春命
天表春命（日语：ウワハル）和天下春命（日语：シタハル）為日本的神祇，二人乃思兼神的兒子；有時候天表春命的名字會記作天上春命。

## 概要
在《先代舊事本紀》卷第三天神本紀中記載，這兩個思兼神的兒子陪伴饒速日命乘坐天磐船自天而降，其他另有卅個神明。天表春命與其父為信乃阿智祝部（（日語）しなののあちのほうりべ）的遠祖，弟弟天下春命則是武藏秩父國造（（日語）むさしのちちぶのくにのみやつこ）的先祖。
在《高橋氏文》裡記錄著「知知夫（亦即秩父）國造的祖先為天上腹、天下腹」，有人認為指的便是這兩位神祇。

## 信仰
天表春命掌管開墾、學問、技藝、裁縫、安胎順産、婦女等，在日本主祭天表春命的神社主要計有下列：
- 阿智神社（長野縣下伊那郡阿智村）
- 戶隱神社寶光社（長野縣長野市）

而天下春命則掌管開墾，在日本主祭天表春命的神社主要計有下列：
- 小野神社（東京都多摩市）
- 小野神社（東京都府中市）

## 內部連結
- 思兼神

## 外部連結
- （日語）思兼神（页面存档备份，存于）